# Церква святого Миколая (Гребенне)
Церква святого Миколая Чудотворця — чинна дерев'яна церква зрубної конструкції в с. Гребенне, нині Томашівського повіту Республіки Польща. Об'єкт культурної спадщини Польщі під № A/42 від 19.05.1966 року.

## Розташування

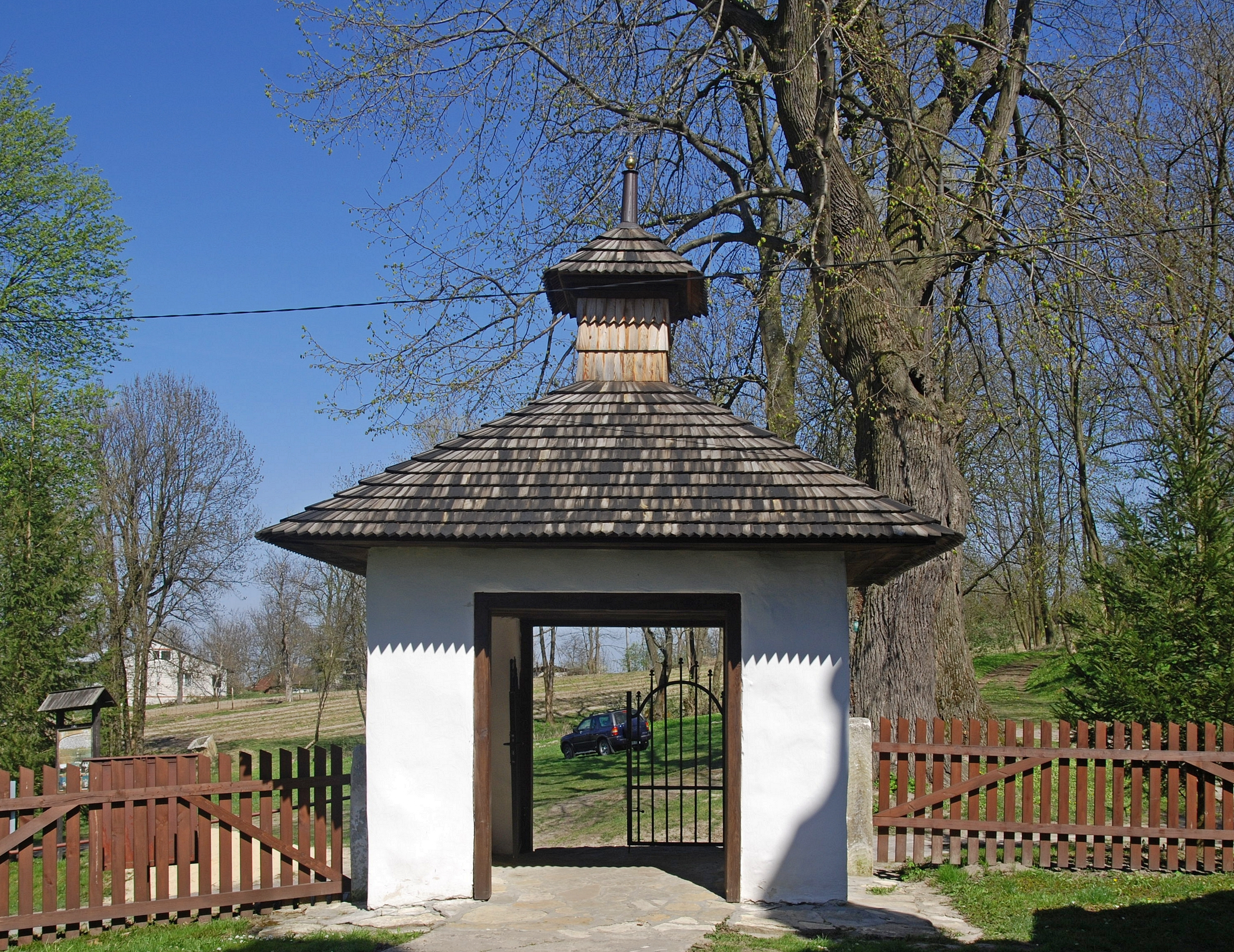
Вхідна брама

Церква розташованана на високому горбі, добре видний з півдня та заходу.

## Історія та адміністративна приналежність
Зведена невідомим майстром з с. Вербиця у 1697-1700 роках. Парохія належала до Потелицького, а після Першої світової війни — до Равського деканату.
Після виселеня українців церкву використовували римо-католики. Нерегулярні богослуження в церкві відновлено 1965 року, регулярні — від 1984 року.
1991 року церква перейшла у власність греко-католицької громади Гребенного. Парохія належить до теперішнього Перемиського деканату.

## Архітектура
Церква первісно була двобанною (бані над святилищем та бабинцем). У 1882-1886 роках з ініціативи тодішнього пароха о. Теодора Косоноцького церкву реконструйовано, при чому добудовано головну наву з куполом та розширено бабинець.
У 1905 році до святилища добудовано ризницю з окремим входом. Після повернення частини депортованих мешканців села 1956 року церква перекрита новим ґонтом, однак матріал виявився неякісним, тому у 1976-77 роках знадобився ще один ремонт, коли церкву, дзвіницю та вхідну браму покрили бляхою.
Зараз церква тридільна, всі три частини прямокутні в плані, завершуються восьмигранними куполами з ліхтариками. Відновлено ґонтове покриття.
Церковне подвір'я оточене дощаним парканом, вхід на територію — через вхідну браму (поч. XIX ст.). Раніше навколо церкви існував цвинтар, від якого збереглися поодинокі хрести. Дерев'яна дзвіниця (XVIII ст.) збудована окремо від церкви. На дзвіниці є дзвін, встановлений на честь 1000-ліття прийняття християнства на Русі.
На території церкви встановлено три дубові хрести: в пам'ять Акції «Вісла», з нагоди 1000-ліття хрещення Русі, з нагоди церковних місій у парохії. Біля дзвіниці встановлено типовий гранітний знак пам'яті депортацій.

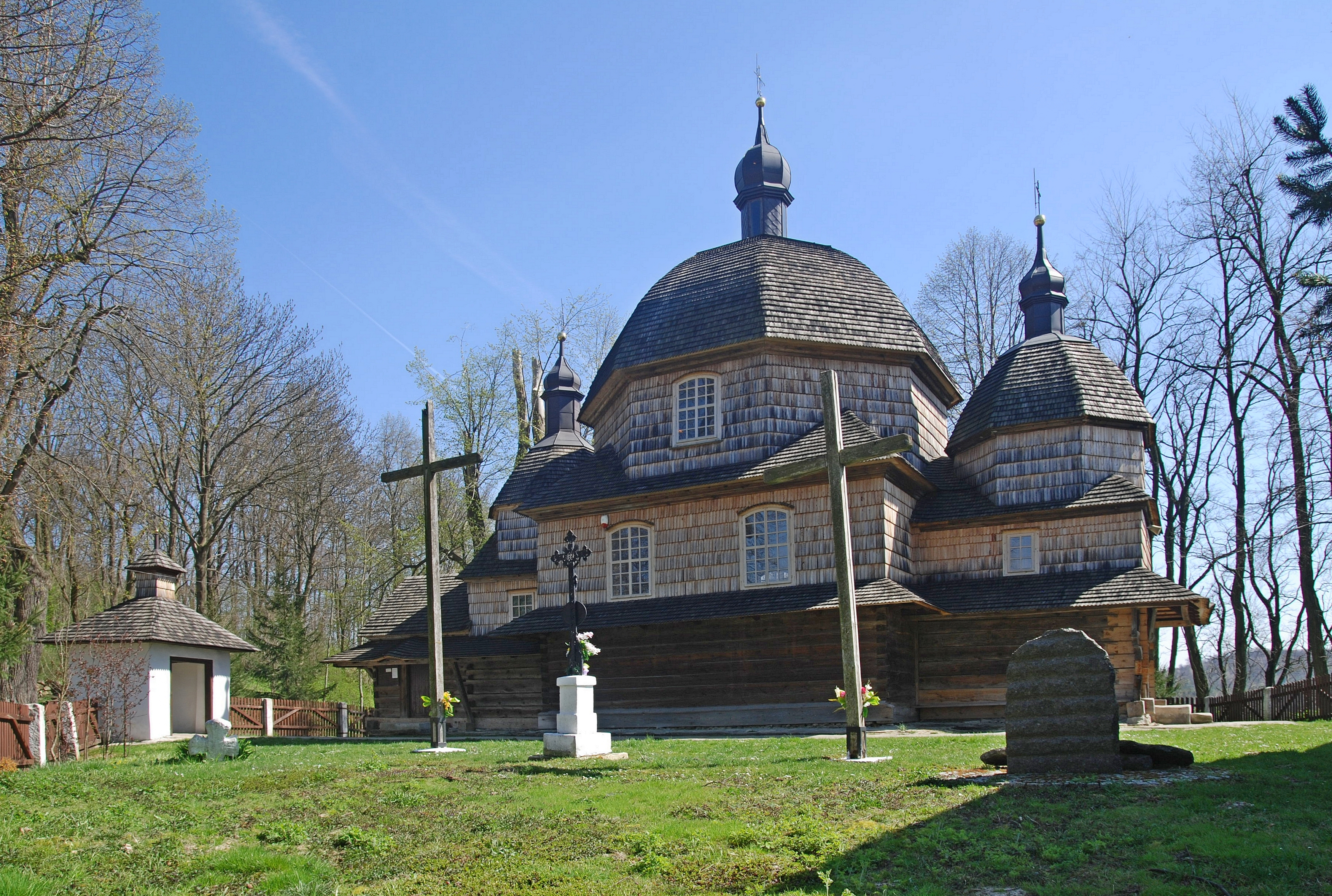
Вигляд церкви з півночі
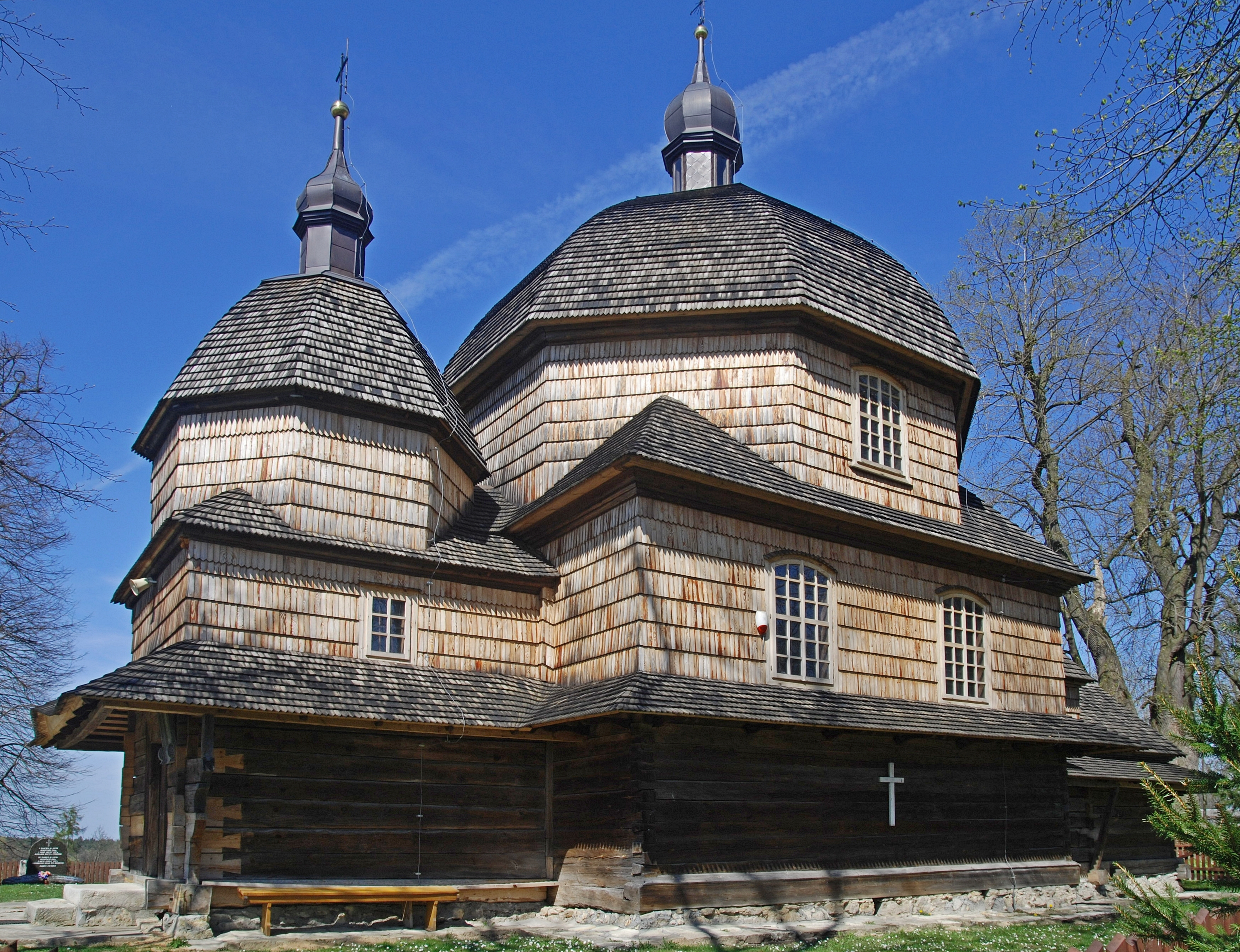
Вигляд церкви з півдня
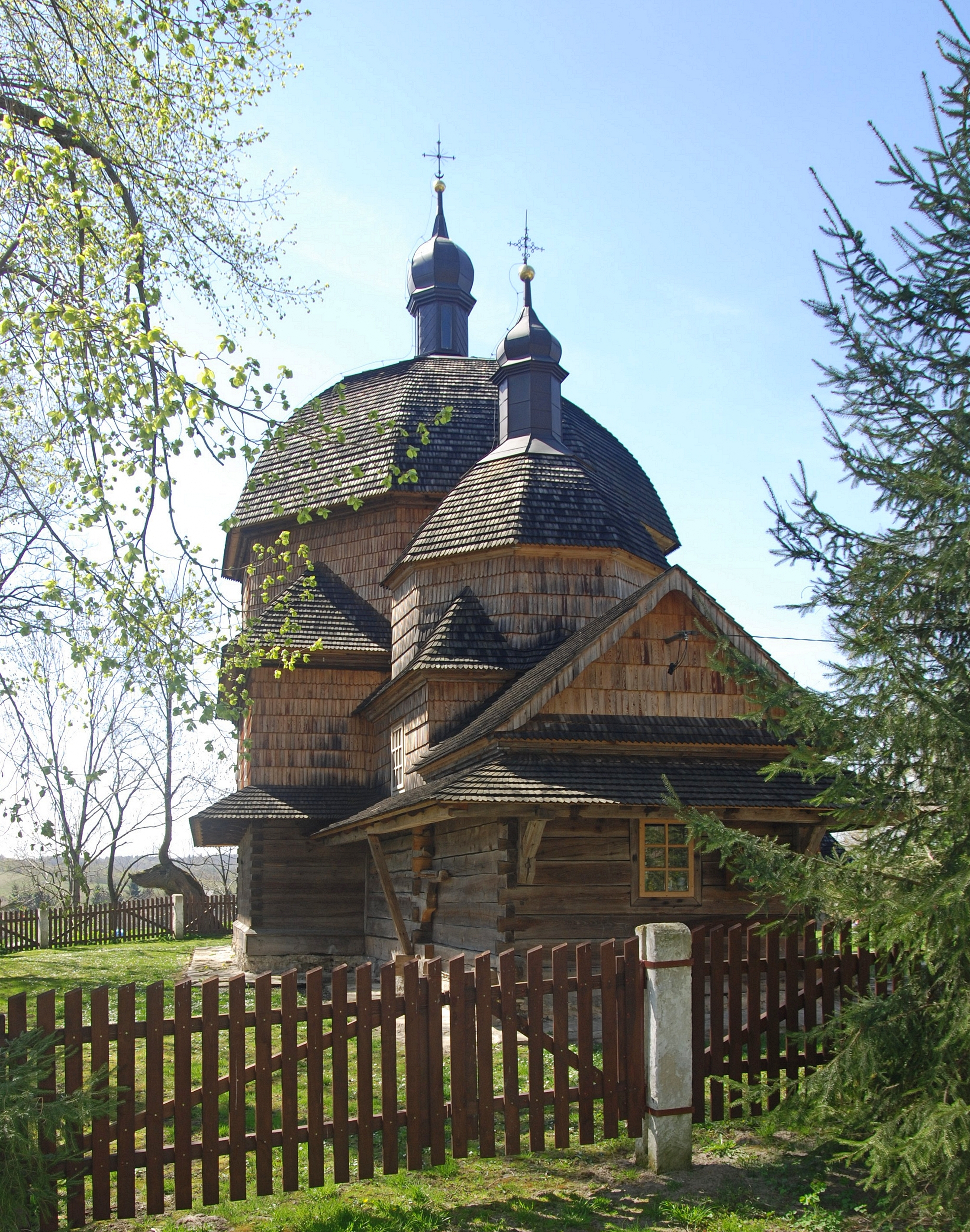
Вигляд церкви зі сходу
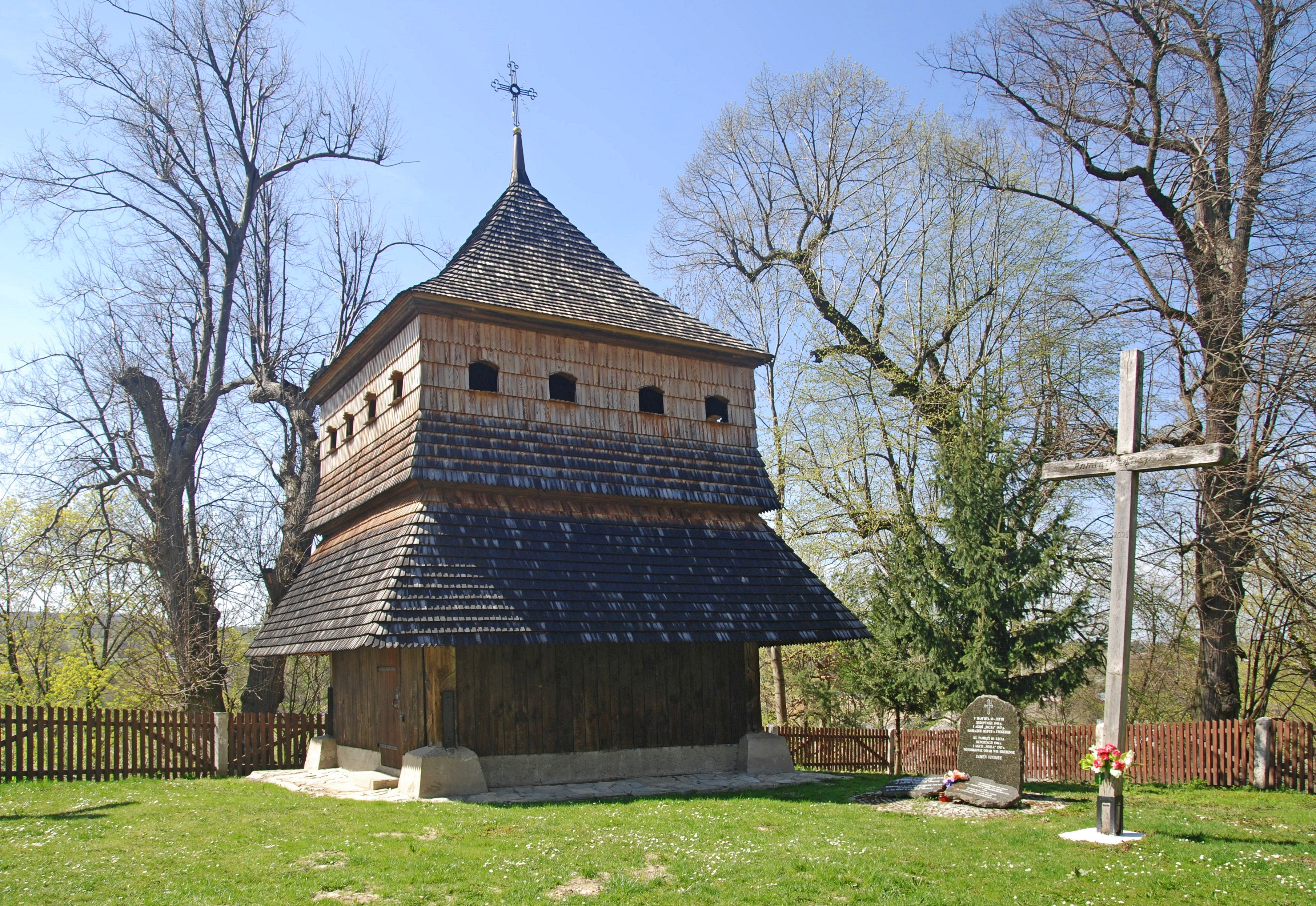
Дзвіниця

### Інтер'єр

Дзвіниця в Гребенному в процесі реставрації. На першому плані паспорт будівельного об'єкта, 2012 рік

В інтер'єрі церкви збреглись фрагменти іконостасу XVII-XVIII ст. (іконостас повернено на давнє місце 2002 року). На бічних престолах розташовані ікони Пресвятої Богородиці (зліва) та св. Миколая (справа).

Фрагмент іконостасу церкви в Гребенному: жертвоприношення Авраама
Фрагмент іконостасу церкви в Гребенному: Спас Нерукотворний
Ікона Пресвятої Богородиці на бічному престолі
Ікона Пресвятої Богородиці з Гребенного
Царські врата

## Відновлення
На початку 2009 року за фінансової підтримки Міністерства культури Республіки Польща, Консерваторського уряду з Любліна, Маршалка Люблінського воєводства розпочався капітальний ремонт церквоного комплексу. Практично всю конструкцію послідовно розібрано, замінено зігнилу деревину новою. Проект реставрації церкви виконав архітектор з Перемишля Юрій Левосюк, керівником будівельних робіт був Януш Ґібалевич.
Під час перебудови на стіні святилища виявлено ікону Пресвятої Богородиці 1851 року, заховану під іншою іконою. Після реставрації святиню виставлено у лівому бічному престолі.